# Maglebylille
Maglebylille var en mindre by på Amager, der i 1960'erne måtte vige idet Københavns Lufthavn skulle udvide sit areal. Byens beboere flyttede til Tårnby, Kastrup, Sundby, Holte, Stevns, Bjæverskov og Vallø. En del af dem fik gårde på Sjælland og en del fik parcelhus rundt om på Amager.
Maglebylille nævnes allerede i Roskildebispen Niels Jakobsen Ulfeldts Jordebog fra 1370'erne som "Maghleby litlæ", og omring år 1700 var landsbyen den næststørste by på Amager, kun Store Magleby ved Amager Landevej var større.
Maglebylille blev eksproprieret i to omgange grundet lufthavnen. Af arealerne til de gamle gårde i Maglebylille blev der omkring 1920 ekspropieret 550 tønder land til lufthavnen, Det var hovedsagelig arealer ned til stranden ved Øresund, selve landsbyen blev ikke i højere grad berørt af forandringerne. Maglebylille hage ved kysten, og var efter først ekspropriation halveret, ved gadekæret som nu blev kaldt en branddam.
Indtil oktober 1915 lå Maglebylille Mølle direkte ud til Amager Landevej, men den brændte og blev aldrig siden blev genopført.

## Ekspropriation
Ekspropriationen i 1947 var kontroversiel idet den blev påtvunget og statens repræsentant pralede af at have sparet over en million kroner. En fri proces i højesteret fandt sted i 1960'erne men til ingen nytte. Maglebylilles jorde fra 2. ekspropriation blev først brugt i 1969, bortset fra en udvidelse af startbanerne i 1956/67 som afskar Maglebylille fra adgang til Kastrup. Argumentationen var hvordan staten kunne ekspropriere noget der ikke var umiddelbar brug for, før end 20 år senere. I perioden 1949 til 1969 forfaldt landsbyen da både Tårnby Kommune og Lufthavnen hver især fraskrev ansvaret. Selv Tårnby Kirke afskrev Maglebylille, og provsten, Johannes M. Nielsen måtte måbende tilstå at der var gårde og ikke blot flytning af barakker (som der aldrig havde været). Der var f.eks. ikke indlagt vand i Maglebylille og ej heller kloakering. Ved fraflytningen i 1969 var halvdelen af beboerne faktisk ansat af lufthavnen (mest personale), medens landbrugerne (gartnerne) var pensioneret. En familie flyttede til Bjæverskov (Poul Corneliussen) og en anden til Vallø (Poul Tønnesen) medens de fleste andre blev tilkendt lejligheder i kommunen dog utidsvarende små i forhold til familiestørrelser.
Maglebylille fungerede, og de oprindelige ejere havde et laug (sidste Oldermand i 1960'erne var Poul Corneliussen), holdt Plantehaven, havde egen sygekasse (til sidst administreret af Thybo) og sit eget Fastelavn, hvor byens bønder pyntede arbejdshestene og hvor rytterne, musikken og hesteholderne gik fra gård til gård for at få varm rompunch.

## Mindesten
I Maglebylille er "Storkestenen" rejst som mindesmærke for Danmarks befrielse. Den lå tidligere ved Maglebylilles gadekær. Gammel overtro sagde at unge piger, der trådte på stenen, fik besøg af storken inden årets udgang.